# Josep Pernau
Josep Pernau i Riu (Lérida, 26 de diciembre de 1930 - Barcelona, 14 de noviembre de 2011) fue un periodista español. 

## Biografía
Ingresa en 1952 en la Escuela Oficial de Periodismo de Barcelona. En 1966 fue cofundador del Grupo Democrático de Periodistas y durante la transición fue presidente de la antigua Asociación de Prensa de Barcelona. Exdecano del Colegio de Periodistas (1991-1997), expresidente de la Federación de Asociaciones de Periodistas de España (1978-1979) y exdirector del Diario de Barcelona, también trabajó en Tele/eXpres, Mundo Diario, El Correo Catalán y El Periódico de Catalunya, donde mantuvo su columna diaria, después de que se jubiló a los 71 años en el mes de mayo de 2001. Murió el 14 de noviembre de 2011 a los 80 años en la clínica Sagrada Familia de Barcelona, debido a una enfermedad que le afectó los últimos dos años de su vida. 
En 2004 publicó sus memorias: Memòries. D'Arbeca a l'Opus Mei, donde narra su infancia y juventud en Lérida y Arbeca, sus vivencias de la guerra civil española y cómo vivió la muerte de su padre durante los Bombardeos de Lérida, su inicio como periodista y la prensa escrita, los viajes que hizo por el mundo y su paso por varias publicaciones. En 2005 recibió la Cruz de Sant Jordi y el Premio Manuel Vázquez Montalbán.